# بات فليتشير
بات فليتشير هو لاعب غولف كندي، ولد في 18 يونيو 1916 في Clacton-on-Sea ‏ في المملكة المتحدة، وتوفي في 21 يوليو 1985 في فيكتوريا في كندا.